# Языки Замбии
В Замбии существует несколько основных местных языков, все члены банту, вместе с английским, являющимся национальным языком и основным в бизнесе и образовании.

## Местные языки
В Замбии утверждено более чем 70 языков (по другим данным — 46), хотя многие из них могут быть рассмотрены как диалекты. Некоторые из этих языков имеют длинную историю в пределах Замбии, в то время как другие, такие как лози, возникли в результате миграции XVIII—XIX веков. Все местные языки Замбии являются членами семьи банту и тесно связаны друг с другом.
Семь местных языков имеют официальный статус. Вместе они представляют собой основные языки каждой провинции: бемба (Северная провинция, Коппербелт, Луапула, Мучинга), ньянджа (Восточная провинция и Лусака), лози (Западная провинция), тонга (Южная провинция), и каонде, лувале, лунда (Северо-западная провинция). Эти 7 языков используются, наряду с английским, в раннем начальном школьном образовании и в некоторых государственных изданиях. Письменность языков банту в Замбии функционирует на основе латинского алфавита и стандартизирована в 1977 году.
По данным переписи 2000 года, наиболее распространённым языком в Замбии является бемба (говорит 50 % населения или как на первом, или как на втором языке), ньянджа (37 %), тонга (15 %), и лози (11 %).
В некоторых языках, в частности в бемба и в ньянджа, замбийцы различаются между «глубокой» формой языка, связанным со взрослым населением и более традиционными носителями в сельской местности (иногда называются «городским языком» или Chitauni), которые включают большое число заимствований из английского языка и других нововведений.
Городское разнообразие ньянджа — лингва франка в столице Лусака и широко распространён как второй язык Замбии. Бемба, самый большой местный язык страны, также служит как лингва франка на некоторых территориях.

## Список языков
| - амбо - английский язык - ауши - бемба - биса - вандья - гова | - ива - ила - инаванга - йомбе - кабенде - каонде - квангва - кванди - кванду - коса - кунда | - лала - ламба - лендже - лея - лима - лиюва - лози - луано - лувале - лумбу - лунда - лундве - лунгу - луунда - лучази | - макома - мамбве - машаша - маши - мбвела - мбове - мбукушу - мбуми - мбунда - мукулу - мулонга | - намванга - нг’умбо - ндембу - нкоя - нсенга - ньянджа - ньенго - ньиха | - сала - свака - себа - сенга - симаа - соли - субия | - табва - тамбо - тва - тока - тонга - тотела - тумбука - унга - чикунда - чишинга - чокве - шанджо - шила |